# Subsecretari de stat în Guvernul George G. Mironescu (1)
În Guvernul George G. Mironescu (1) au fost incluși și subsecretari de stat, provenind de la diverse partide.

## Subsecretari de stat
- Subsecretar de stat la Președinția Consiliului de Miniștri

N. Polizu-Micșunești (7 - 12 iunie 1930)
- Subsecretar de stat la Ministerul de Interne

Constantin Angelescu (7 - 12 iunie 1930)
- Subsecretar de stat la Ministerul Finanțelor

Gheorghe Crișan (7 - 12 iunie 1930)
- Subsecretar de stat la Ministerul Instrucțiunii Publice și Cultelor

Valeriu Moldovan (7 - 12 iunie 1930)
- Subsecretar de stat la Ministerul Agriculturii și Domeniilor

Virgil Potârcă (7 - 12 iunie 1930)
- Subsecretar de stat la Ministerul Lucrărilor Publice și Comunicațiilor

Grigore Gafencu (7 - 12 iunie 1930)
- Subsecretar de stat la Ministerul Muncii, Sănătății și Ocrotirii Sociale

Iuliu Moldovan (7 - 12 iunie 1930)

## Sursa
- Stelian Neagoe - "Istoria guvernelor României de la începuturi - 1859 până în zilele noastre - 1995" (Ed. Machiavelli, București, 1995)